# Will Dailey
Pour les articles homonymes, voir Dailey.
Will Dailey est un musicien et producteur américain indépendant vivant à Boston. Son style est décrit comme empreint de riches sonorités vintage, alliant des mélodies pop et accrocheuses à une approche rock, root, folk et americana. Depuis 2004, Will Dailey a remporté 14 Music awards : quatre fois doublement vainqueur du Boston Music Awards (en) et trois fois doublement vainqueur du New England Music Awards : artiste, album, chanson, singer-songwriter, interprète de l'année en 2006, 2009, 2012, 2014 et 2015.

## Carrière
Will Dailey débute très jeune sa carrière de musicien professionnel. À 12 ans il s'offre sa première guitare avec son argent de poche. Il se produit pour la première fois sur la scène d'un café-concert à l'âge de 16 ans.
Actuellement musicien indépendant, Will Dailey a sorti quatre albums complets depuis 2004, tour à tour chez Wheelkick Records, JS Music Group, CBS Records et Universal Republic Records. Son dernier disque en date est paru chez Universal Republic le 20 septembre 2011. Rick Florino d'Artist Direct a écrit à propos de cet album " Ce n'est pas seulement un travail inspiré, c'est l'un des meilleurs album de rock paru en 2011 ".
Will quitte Universal Republic en février 2013 pour redevenir indépendant . Il enregistre actuellement son nouvel album, financé via Pledge Music, qui sortira en automne 2013.
Will Dailey est également associé au projet musical de John Mellencamp, T Bone Burnett et Stephen King : Ghost Brothers of Darkland County (en).
Les chansons de Will Dailey apparaissent dans un grand nombre de séries et de programmes télévisés (voir la Liste non exhaustive des chansons figurant au sein des BO de ces séries et de programmes télévisés).

## Albums

### GoodbyeRedBullet
En 2004, Will Dailey vend sa voiture pour financer la parution de son premier album solo GoodbyeRedBullet. Le produit de la vente du CD, suffit à régler les frais de production mais ne permet pas d'assurer la tournée de promotion. Will choisit alors de s'appuyer sur sa famille et ses amis pour en faire la publicité. Cette méthode lui permet de réunir une liste de plus de 25 000 contacts à travers le monde. GoodByeRedBullet qui sort le 20 avril 2004 est finalement vendu à plus de 10 000 exemplaires.
Fort de ce succès, Will Dailey entame une tournée intensive sur la côte ouest des États-Unis durant laquelle Il est atteint d'une appendicite. Il est contraint d'abandonner la tournée et, ne bénéficiant pas d'une assurance maladie, doit faire face à des dettes quasiment insurmontables. Ses espoirs d'enregistrer son deuxième album sont anéantis (par la suite, il sera en mesure de terminer cette tournée de manière à rembourser des frais médicaux écrasants).
Il parvient à se sortir de cette situation lorsqu'il signe avec un Label indépendant de Los Angeles qui lui apporte les moyens financiers d'entamer l'enregistrement de son second album.

### Back Flipping Forward
Back Flipping Forward paraît le 18 avril 2006.
Fin 2006, Will Dailey est parmi les premiers artistes qui signent avec le label nouvellement reformé CBS Records. CBS attache une grande importance à la promotion de ses artistes. Ceux-ci accèdent à la notoriété via les programmes des chaînes de télévision CBS ou encore la CBS Paramount Television pour ce qui concerne les autres réseaux. Le New York Post souligne qu'il s'agit d'une politique de CBS visant également à assurer la publicité de ses programmes à venir tels que les Grammy Awards.
Le 4 septembre 2007, un package luxe de la chanson Rise paraît, destiné uniquement à la diffusion sur Internet et via le service de téléchargement vidéo d'iTunes. Cette édition comprend la version album de la chanson, une version acoustique et une vidéo live prise en studio.
Back Flipping Forward est remixé et réédité le 2 octobre 2007 par CBS Records. Une reprise de la chanson de Tears for Fears "Everybody Wants To Rule The World (en)" par Will est offerte en bonus pour tout achat de cet album via iTunes. Cette version est également largement utilisée par CBS pour assurer la promotion de l'émission Kid Nation.
le 17 octobre 2007, Will Dailey apparaît dans un épisode de la série "Les Experts" New York, interprétant "Rise" dans un pub avec à ses côtés, à la guitare basse, l'acteur Gary Sinise qui interprète le personnage de Mac Taylor.

### Torrent
En 2009, Will Dailey fait paraître un nouvel EP tous les trois mois dans le cadre de son projet d'album "Torrent". Selon Billboard Magazine, "Torrent, Volume 1 : Fashion of Distraction", qui est inspiré par le groupe The Byrds et auquel contribue Roger McGuinn, paraît le 20 janvier 2009 en version numérique.
Torrent, Volume 2 : By the Blue Hills, dédié à sa ville natale, Boston, paraît en version numérique le 17 mars 2009. Parmi les invités sur cet album, on retrouve Elliot Easton des The Cars, Tanya Donelly de Throwing Muses et Belly, Kay Hanley (en) de Letters to Cleo ainsi que Tim Brennan de Dropkick Murphys.
La chanson "Tomorrow Still Comes" est incluse dans l'album NCIS: The Official TV Soundtrack (en), qui sort le 10 février 2009. Elle est en effet diffusée dans l'épisode de NCIS "South By Southwest" (VF La chevauchée sauvage). En outre, la chanson "Peace Of Mind" du volume 1 de Torrent est interprétée dans l'épisode de NCIS "Semper Fidelis" (VF Poker menteur) le 12 mai 2009.
L'album " Torrent : Volumes 1 & 2 " sort le 9 juin 2009, regroupant les deux EP ainsi que deux chansons inédites. Cet album comprend un CD et un DVD. Sur le DVD l'album est encodé dans un nouveau format de fichier son ΧΟΔΕ (en) développé par T Bone Burnett. L'explication donnée sur la pochette du disque est la suivante :
" Développé par T Bone Burnett et son équipe d'ingénieurs, ΧΟΔΕ est un système en attente de brevet, permettant la création de sons de haute-définition pratiquement indiscernables du master de l'enregistrement que l'artiste a créé en studio. Il en résulte que la musique demeure exactement telle qu'elle doit être écoutée sans pour autant que cela nécessite un équipement spécial. Quiconque possédant un lecteur DVD standard ou un ordinateur peut lire un DVD ΧΟΔΕ et appréhender la musique avec la résonance, la profondeur, la chaleur et la présence uniquement rendue possible par la reproduction digitale du son telle qu'elle est pratiquée de nos jours. "
Le DVD ΧΟΔΕ contient également toutes les chansons de Torrent en formats .wav, .aac et .mp3 " pour offrir la plus grande souplesse exigée par les environnements audios actuels ".
À l'occasion de la sortie de l'album, Will Dailey enregistre une vidéo parodiant la fameuse annonce publicitaire du crooner Peter Lemongello (en) qui vendit des millions de disques au milieu des années 70. Cette vidéo met en scène deux hommes d'affaires caricaturaux contraignant Will à tourner une publicité télévisée pour son nouvel album "Torrent" afin qu'il puisse accéder au même succès que Peter Lemongello, Zamfir et Slim Whitman. La vidéo parodique reproduit scène après scène le spot publicitaire original de Lemongello tel qu'il fut diffusé à la télévision en 1976.

(en) [vidéo] « "Mood Rock", de Will Dailey, parodie du sport publicitaire de Peter Lemongello "Love 76" », sur YouTube

### Will Dailey & The Rivals
En octobre 2010, Will Dailey entre en studio accompagné de son groupe, The Rivals et du producteur Tom Polce. Il souhaite rompre pour un temps avec son approche de Singer/Songwriter pour créer un album pur Rock'n Roll. À ce propos, Will Dailey ajoute " Le Roll semble avoir disparu de beaucoup de Rock et nous avons mis un point d'honneur à le réintroduire dans cet album. Les chansons peuvent se décliner de différentes manières mais la musique doit être audacieuse, refléter une intense énergie et aller droit au but ". Durant un marathon de quatre semaines d'enregistrement, Will Dailey, Dave Brophy (batterie), Matt Pynn (guitare) et Matt Tahaney (basse) œuvrent à composer une musique qui reflète leur intense dévotion au Rock'n Roll.
Alors que le travail touche à son terme, le comité exécutif d'Universal Republic Record entendent l'enregistrement et signent immédiatement l'album.
Le 20 septembre 2011 paraît chez Universal Republic Records l'album éponyme Will Dailey & The Rivals. Eric Florino d'Artist Direct écrit à son propos : "Ce n'est pas seulement un travail inspiré, c'est l'un des meilleurs albums de rock parus en 2011".
L'album est nommé "Album de l'année" par le journal "The Improper Bostonian".

### National Throat
En février 2013, Will Dailey quitte Universal Records pour renouer avec sa liberté musicale. Il enregistre en trio l'album "National Throat" financé par ses fans via Pledge Music accompagné de son batteur Dave Brophy (qui produit l'album) et de son bassiste Kimon Kirk. Fin 2013, Will Dailey effectue une première tournée en France couronnée de succès. En août 2014, l'album "National Throat" sort aux États-Unis. En septembre 2014, il se classe 18e aux Billboard. Fin septembre/début octobre, Will Dailey revient en France pour une tournée de 12 dates qui voit sa renommée s'accroître,,. Le 14 décembre, Will Dailey est doublement vainqueur du Boston Music Awards 2014 : artiste de l'année et album de l'année, toutes catégories confondues. En mars 2015, National Throat remporte le prix d'album de l'année et chanson de l'année pour "Sunken Ship" aux New England Music Awards.

## Will Dailey et l'association Farm Aid
Le 20 septembre 2008, Will Dailey se produit au concert caritatif annuel de Farm Aid au Comcast Center de Mansfield, Massachusetts (en). Cette association a pour but de soutenir financièrement les familles d'agriculteurs et fermiers en difficulté. Parmi les artistes associés dans cette action, on retrouve Willie Nelson, John Mellencamp, Neil Young et Dave Matthews ainsi que Kenny Chesney, The Pretenders, Jakob Dylan and The Gold Mountain Rebels (liste non exhaustive).
Le 4 octobre 2009, Will fait sa seconde apparition au concert de Farm Aid (au Verizon Wireless Amphitheater (en) de Saint-Louis, Missouri) accompagné de son groupe, The Rivals, rejoignant les têtes de file Willie Nelson, Neil Young, John Mellencamp et Dave Matthews ainsi que Wilco et Jason Mraz. Ils interprètent notamment à cette occasion les titres "Down The Drain, " "How Can I Make You Happy" et "Undone".
Le 13 août 2011, Will Dailey & The Rivals se produisent pour la troisième fois avec Farm Aid. Le concert se déroule à Kansas City. Il est suivi d'une tournée américaine nommée "the Road To Farm Aid" destinée à mettre en lumière les efforts des municipalités traversées dans leur soutien des familles de fermiers et du mouvement en faveur de la consommation d'aliments naturels.

## Presse
Le 22 mai 2009, Dan Aquilante du The New York Post décrit le contraste entre Will Dailey et les participants à l'émission American Idol : "Oubliez les 5 derniers mois de gavage de musique pop artificielle par cette télévision qui vient de couronner un roi (qui je le parie sera oublié aussi vite qu'il a été créé) : Will Dailey, voilà la vraie affaire".
Citations de presse (EN) :
"Will dailey keeps things friendly banking on folk rock that's both hummable and brightly produced the harmony-driven, Gram Parsons-Esque "Peace Of Mind" shows Dailey's gift for pretty, country-ish tune." - Christian Hoard - Rolling Stone
"William's sumptuously clever lyrics take the spotlight and William's troubadour persona proves effective." - Music connection
"Dailey's melodious, petty-like approach combines riffs and roots-pop flair with a touch more crooner soul." - Boston Metro
"This Album is really two separate EPs, and perhaps it's defining trait is that both releasees are strong enough to stand on their own... a tremendous talent has arrived." - Boston's weekly dig
"Dailey's the kind of singer/songwritter who will go far." - Americansongwritter.com
"I'm gonna win your heart, one attack at a time, " promises this soulful singer-songwriter. And he does just that on this album." - People Magazine
Article de Rolling Stone, à propos du projet musical de John Mellencamp, T Bone Burnett et Stephen King : Ghost Brothers of Darkland County (en)

## Liste non exhaustive des chansons figurant au sein des BO de séries et de programmes télévisés
| Titre                               | Programme/Série                                                             | Épisode                                                          | Date de 1ère diffusion au USA | Notes                                        |  |
| ----------------------------------- | --------------------------------------------------------------------------- | ---------------------------------------------------------------- | ----------------------------- | -------------------------------------------- |  |
| "Big Bright Sun"                    | NCIS : Enquêtes spéciales                                                   | Opération "Chant d’oiseau (Tell-All)                             | 29 mars 2011                  |                                              |  |
| "How Can I Make You Happy"          | The Green Room                                                              | "Showtime Promo Trailer"                                         | 14 mai 2010                   | Campagne de promotion sur plusieurs semaines |  |
| "Tomorrow Still Comes"              | Numb3rs                                                                     | Luxe, Meurtre et Volupté (Devil Girl)                            | 29 janvier 2010               |                                              |  |
| "Eliza"                             | Numb3rs                                                                     | Pari sur la mort (7 Men Out)                                     | 9 octobre 2009                |                                              |  |
| "How Can I Make You Happy"          | NCIS : Los Angeles                                                          | La Guerre des drones (Predator)                                  | 9 octobre 2009                |                                              |  |
| "Never Be Your Baby"                | Ghost Whisperer                                                             | Vous avez un message (See No Evil)                               | 2 octobre 2009                |                                              |  |
| "Down The Drain"                    | The Good Wife                                                               | Épisode 1 : Une femme dans la tourmente (Pilot)                  | 22 septembre 2009             |                                              |  |
| "Love Is On The Way"                | Parents par accident (Accidentally on Purpose)                              |                                                                  | Automne 2009                  | Campagne de promotion sur plusieurs semaines |  |
| "Hallelujah"                        | The Cleaner                                                                 | Pile ou Face (The Things We Didn't Plan)                         | 28 juillet 2009               |                                              |  |
| "How Can I Make You Happy"          | The Late Late Show with Craig Ferguson                                      |                                                                  | 14 juillet 2009               | Live performance                             |  |
| "Undone"                            | Middle of Nowhere                                                           |                                                                  | 2008                          | Film                                         |  |
| "How Can I Make You Happy"          | The Early Show                                                              |                                                                  | 16 juin 2009                  | Live performance                             |  |
| "Peace Of Mind"                     | NCIS                                                                        | Poker menteur (Semper Fidelis)                                   | 26 juin 2009                  |                                              |  |
| "Keep You A Mystery"                | 90210                                                                       | La fête est finie (The Party's Over)                             | 5 mai 2009                    |                                              |  |
| "Never Be Your Baby"                | Harper's Island                                                             | Le Revolver (Bang)                                               | 2 mai 2009                    |                                              |  |
| "The Right One"                     | Numb3rs                                                                     | Cobaye (Animal Rites)                                            | 10 avril 2009                 |                                              |  |
| "Tomorrow Still Comes"              | NCIS                                                                        | La chevauchée sauvage (South by Southwest)                       | 24 février 2009               |                                              |  |
| "Never Be Your Baby"                | 90210                                                                       | La Guerre des ex (Games People Play)                             | 11 novembre 2008              |                                              |  |
| "Peace Of Mind"                     | 90210                                                                       | La Guerre des ex (Games People Play)                             | 11 novembre 2008              |                                              |  |
| "Rise"                              | Les Experts (CSI: Crime Scene Investigation)                                |                                                                  | Octobre 2008                  | Campagne de promotion                        |  |
| "Boom Boom"                         | As the World Turns                                                          |                                                                  | 3 octobre 2008                | On-camera performance                        |  |
| "Rise"                              | As the World Turns                                                          |                                                                  | 3 octobre 2008                | On-camera performance                        |  |
| "Rise"                              | Numb3rs                                                                     | Le Nerf de la guerre (End Game)                                  | 25 avril 2008                 |                                              |  |
| "Rise"                              | Eli Stone                                                                   | Patience                                                         | 10 avril 2008                 |                                              |  |
| "Grand Opening"                     | Life Is Wild                                                                | "The Code"                                                       | 9 décembre 2007               |                                              |  |
| "Grand Opening"                     | Gossip Girl                                                                 | Gossip Girl fait relâche (Blair Waldorf Must Pie!)               | 28 novembre 2007              |                                              |  |
| "Grand Opening"                     | Life Is Wild                                                                | "The Heart Wants What It Wants"                                  | 18 novembre 2007              |                                              |  |
| "Grand Opening"                     | Cane                                                                        | Saveurs subtiles (One Man Is an Island)                          | 6 novembre 2007               |                                              |  |
| "Good To Me"                        | Viva Laughlin                                                               |                                                                  | 21 octobre 2007               |                                              |  |
| "Rise"                              | The Early Show                                                              |                                                                  | 17 octobre 2007               | Live performance                             |  |
| "Rise"                              | Les Experts : Manhattan (CSI: NY)                                           | Détour vers le futur (Time's Up)                                 | 17 octobre 2007               | On-camera performance                        |  |
| "Undone"                            | NCIS                                                                        | Ex-File                                                          | 9 octobre 2007                |                                              |  |
| "Hollywood Hills"                   | Laguna Beach : The Hills (The Hills) Comme on se retrouve (They Meet Again) | 17 septembre 2007                                                |                               |                                              |  |
| "Everybody Wants To Rule The World" | Kid Nation                                                                  |                                                                  | Aout 2007                     | Campagne de promotion sur plusieurs semaines |  |
| "Undone"                            | American Wives (Army Wives)                                                 | Les retrouvailles (Who We Are)                                   | 8 juillet 2007                |                                              |  |
| "Eliza"                             | Les Experts : Miami (CSI: Miami)                                            | Tueur né (Born To Kill)                                          | 14 mai 2007                   |                                              |  |
| "Rise"                              | NCIS                                                                        | Roman meurtrier (Cover Story)                                    | 10 avril 2007                 |                                              |  |
| "Hollywood Hills"                   | What About Brian                                                            | De concessions en concessions (What About Finding Your Place...) | 12 février 2007               |                                              |  |
| "Bi-Polar Baby"                     | Ghost Whisperer                                                             | Dans la chaleur de la jungle (Cat's Claw)                        | 15 décembre 2006              |                                              |  |
| "Grand Opening"                     | Jericho                                                                     | Vox Populi                                                       | 29 novembre 2006              |                                              |  |

## Discographie

### Albums
- 2004 : Goodbye Red Bullet
- 2006 : Back Flipping Forward
- 2009 : Torrent, Volume 1 : Fashion of Distraction
- 2009 : Torrent, Volume 2 : By The Blue Hills
- 2009 : Torrent, Volumes 1 & 2
- 2011 : Will Dailey & The Rivals
- 2014 : National Throat

### Compilations & autres enregistrements
- 2009 : "NCIS: The Official TV Soundtrack (en)"
- 2009  :"90210 Soundtrack"
- 2010 : "Music Hits Home"
- 2010 : "Subterranean Homesick Blues"
- 2010 : "The Right Track: Tunes to target Cancer"
- 2011 : "Reprise de la chanson Territorial de Nirvana P***ings"
- 2013 : "Ghost Brothers of Darkland County"
- 2013 : "Esperanza: Songs from Jack Kerouac's Tristessa"
- 2013 : "Boston Does Boston Compilation"

### Productions
- "Goodbye Red Bullet" - Album - Will Dailey (2004)
- "Dear Grace" - Track From "Back Flipping Forward" - Will Dailey (2008)
- "We've Got To Find An Easier Way" - Album – Brian Bergeron (2009)
- "Hands" - Track from "Torrent Vol. 1 & 2" - Will Dailey (2009)
- "Gone Before You Know" - EP – Old Jack (2010)
- "I Hate New York" - EP - Brendan Boogie (2011)
- "Territorial Pissings" - Track from "Come As You Are" - Will Dailey (2011)
- "The Things You Keep" - EP - Jon Gorey (2011)
- "Autumn Hollow" - Album - Autumn Hollow (2013)
- "Broke My Calm" - Track From "Esperanza" Compilation - Will Dailey (2013)
- "Bright" - Track From "Boston Does Boston Vol. 1 & 2" - Will Dailey (2013)
- "National Throat" - Album - Will Dailey (2014)
- "Soft Exile" - EP - Soft Exile (2014)
- "Oh, The Ego" - Album - Audrey Ryan (2014)
- "Die Pretty" & "Unusual Grace" - Single/B Side - Ruby Rose Fox (2014)
- "Braid (Live)" - Live Video Production & Mix - Gem Club (2014)